# Liste des chaînes de télévision en Autriche
Cet article présente la liste des chaînes de télévision en Autriche. La télévision fut introduite en Autriche en 1956.
Le pays utilise le PAL pour la télévision analogique, et DVB-T pour la télévision numérique terrestre. En Autriche, la radiodiffusion de la télévision analogique a cessé le 7 juin 2011. 
La télévision autrichienne a été le monopole de l'État jusqu'en 1996. La première chaîne de télévision privée en Autriche fut ATV.

## Chaînes de télévision nationales

### Publiques
- ORF eins
- ORF 2
- ORF III (depuis 2011)
- ORF Sport Plus
- 3sat - chaîne publique en association avec l'ORF, ARD, ZDF et SRF

### Privées
- TW1 (Interrompue)
- ATV
- ATV II
- Puls 4
- Go TV
- Sixx Austria
- Servus TV

### Non-privées
- Okto
- FS1
- dorf

### Chaînes affiliées allemandes
- ProSieben Austria
- Sat.1 Österreich
- Kabel eins Austria
- MTV Austria (only local advertisement-break aways)
- Nick Austria (only local advertisement-break aways)
- RTL2 Austria (only local advertisement-break aways)
- RTL Austria (only local advertisement-break aways)
- Viva Austria (only local advertisement-break aways)
- Vox Austria (only local advertisement-break aways)

## Chaînes de télévision locales
- Salzburg TV
- LT1
- Inn-TV
- Steiermark 1
- P3TV

## Télévision payante
- Sky Österreich
- AustriSat
- HD Plus Austria
- UPC Österreich
- A1 TV

## Chaînes les plus regardées
Source : Arbeitsgemeinschaft TELETEST en 2018.
| Position | Chaîne    | Groupe               | Partage de vues totales |
| -------- | --------- | -------------------- | ----------------------- |
| 1        | ORF 2     | ORF                  | 19,3 %                  |
| 2        | ORF eins  | ORF                  | 10,9 %                  |
| 3        | ZDF       | German Government    | 4,3 %                   |
| 4        | RTL       | RTL Group            | 4,1 %                   |
| 5        | ProSieben | ProSiebenSat.1 Media | 4,0 %                   |
| 6        | VOX       | RTL Group            | 3,7 %                   |
| 7        | Sat.1     | ProSiebenSat.1 Media | 3,6 %                   |
| 8        | Puls 4    | ProSiebenSat.1 Media | 3,3 %                   |
| 9        | ATV       | Tele München Gruppe  | 3,3 %                   |
| 10       | Das Erste | ARD                  | 3,1 %                   |

### Traduction
- (en) Cet article est partiellement ou en totalité issu de l’article de Wikipédia en anglais intitulé « Television in Austria » (voir la liste des auteurs).